# Polisportiva Terracina Calcio
L'A.S.D. Terracina 1925, meglio nota come Terracina 1925 è una società calcistica italiana con sede a Terracina, in provincia di Latina. Milita nel campionato di Serie D. Nella stagione 2025-2026 militerà in Eccellenza.
Fondata nel 1925 con il nome di Società Sportiva Francesco Di Biagio Terracinese ha più volte cambiato denominazione fino ad arrivare nel 2022 all'attuale Associazione Sportiva Dilettantistica Terracina 1925.
La squadra ha partecipato a 24 campionati di massima serie dilettantistica di cui nove di quarto livello e a quindici di quinto.

## Cronistoria

Logo del Terracina in uso fino al 2015.

## Storia

### Dalle origini agli anni duemila

La rosa del Terracina 1973-1974, vincitrice del campionato laziale di Prima Categoria.

La società nasce a Terracina nel 1925 con la denominazione di Società Sportiva Terracinese Francesco di Biagio, dal nome del fondatore. Nel 1937, quando il Direttorio Divisioni Superiori di epoca fascista, certifica la Cancellazione dai ruoli Federali della S.S. Di Biagio di Terracina. La notizia viene pubblicata nel Littoriale, l'organo del partito-governo, assieme ad altre eliminazioni (qualcuna per motivi politici, ma molto probabilmente quella della Terracinese fu dovuta solo a carenza di attività, visto che sin dal 1933 aveva pressoché smesso di esistere). Il nome di Di Biagio ricompare ufficialmente nel 1956.
Negli anni ottanta arrivò l'approdo in Interregionale, militandovi per tre stagioni consecutive. Ancora Campionati di Promozione negli anni successivi, fino al ritorno in Serie D nel 1996. La storia recente racconta di una presenza costante nell'Eccellenza laziale, culminata con la promozione in D del 2013, giunta dopo la vittoria dei play off contro la Correggese.

### Il nuovo millennio
Sarà il fallimento dell'A.S. Terracina 1925, nell'estate del 2010, a segnare in modo indelebile e negativo la storia del club. A seguito della mancata iscrizione al campionato, nacque una nuova società, denominata Unione Sportiva Terracina, che ne ereditò la tradizione sportiva cittadina. La nuova squadra riuscì a mantenere la categoria grazie alla fusione delle due compagini di calcio di Formia: proprio in quell'anno, infatti, con la promozione in Eccellenza della seconda squadra della città, il Formia 1905, i due vertici societari decisero di unire le forze. Ciò determinò la cessione del titolo sportivo del Formia 1905 alla neonata Unione Sportiva Terracina. A Formia mantennero il titolo della S.S. Formia Calcio, che con la fusione mutò nome in U.S. Formia Calcio 1905. Dopo un campionato di assestamento, nasce la S.S.D. Terracina Calcio a r.l., con il duo Saturno-Meineri, viene allestita una rosa di livello, ristrutturato il Colavolpe ed organizzato un settore giovanile di prestigio. Questo conduce la compagine terracinese alla promozione in serie D anche se attraverso un percorso travagliato. Infatti alla penultima giornata viene comminata una penalità di 1 punto, per vicende amministrative degli anni precedenti, che costringe i biancocelesti al passaggio obbligato dei playoff, vinti nella finale nazionale contro la Correggese. Nel 2014 con il solo Saturno alla regia, al primo campionato di serie D, dopo nove anni di purgatorio, viene stabilito il miglior risultato sportivo della storia, con un secondo posto, maturato alla quartultima giornata.
La delusione per il campionato perso porterà ulteriore negatività ad una Società che si dimostrerà economicamente allo sbando ed abbandonata al proprio destino. Basti pensare che a febbraio la squadra non ha potuto presentarsi in Sardegna per la trasferta con la Nuorese non potendo sobbarcarsi i costi del viaggio e perdendo dunque la gara a tavolino. Il campionato si conclude con il penultimo posto che vale la retrocessione in Eccellenza, con una girandola di allenatori: lo svizzero Fabio Celestini fu esonerato il 5 novembre e sostituito dall'ex Napoli Raffaele Sergio, a sua volta esonerato per il ritorno dello stesso Celestini, che si è poi dimesso il 21 gennaio. Celestini è sostituito da Emiliano Del Duca, che si è dimesso però dopo solo una settimana senza guidare la squadra neanche in una partita. La panchina è stata allora affidata all'allenatore delle giovanili Giuliano Farinelli che guiderà la squadra, formata in nove undicesimi dai ragazzi della Juniores nazionale a causa della partenza di tutta la rosa meno il Capitano, Andrea Botta, e pochi altri, fino al termine del campionato.

### Città di Terracina
A causa della crisi societaria, la Società non è riuscita a regolarizzare la propria posizione, rinunciando di fatto alla partecipazione al campionato di Eccellenza chiedendo, nel contempo, di poter prendere parte a un campionato di categoria inferiore (Promozione). Quantomeno il sodalizio non è fallito, pertanto l'obiettivo è la sopravvivenza, per salvaguardare il patrimonio giovanile che nel 2015 ha regalato le vittorie dei campionati Allievi e Giovanissimi con l’Academy e la Pro Calcio di Andrea Botta ed Alessandro D’Amico.
Tuttavia, non seguiranno altre azioni da parte del sodalizio terracinese, per cui l'Associazione di tifosi Mia Terracina Supporters Trust ha dato il via ad una raccolta fondi al fine di dare vita ad un nuovo club che rappresenti la città di Terracina. Il 19 agosto 2015 nasce la A.S.D. Città di Terracina che sarà iscritta al campionato di Terza Categoria, con l’aiuto della Di Sauro Consulting e degli altri sponsor che hanno sposato il progetto. La nuova compagine terracinese tra mille difficoltà logistiche ed amministrative, è riuscita a terminare dignitosamente il campionato di 3ª Categoria.

### Polisportiva Terracina Calcio
Nell'estate del 2016, la Società raggiunge un accordo con la Polisportiva Sonnino, reduce dal successo nel Girone H di 1ª Categoria con un bottino da record di 74 punti collezionati in 30 giornate (frutto di 22 vittorie, 8 pareggi e nessuna sconfitta), per il trasferimento del titolo sportivo a Terracina e trasformandosi in Polisportiva Dilettantistica Terracina Calcio (Matricola 49880) iscrivendosi al campionato di Promozione Lazio. Ciò si è reso possibile dall’unione di intenti degli organici del Città di Terracina e della Polisportiva Sonnino dei Presidenti Perotti e Iannotta. Viene nominato presidente Luciano Iannotta, mentre l'ex presidente del Città di Terracina diventa vicepresidente. Le stagioni 2016-2017 e 2017-2018 vengono entrambe chiuse al quarto posto mentre il campionato 2018-2019 vede i tigrotti retrocedere in Prima Categoria dopo aver perso i play-out. Tuttavia la categoria viene mantenuta tramite l'acquisizione del titolo sportivo del Suio Terme Castelforte e la squadra viene rinominata Associazione Sportiva Dilettantistica Polisportiva Terracina Calcio.
A luglio 2020, dopo aver terminato prematuramente il campionato al secondo posto a causa della Pandemia di COVID-19 in Italia, il Comitato Regionale Lazio la ammette a disputare il campionato di Eccellenza per allargamento delle squadre partecipanti.
Nella stagione 2023-2024, sotto la presidenza Baioni, si scrive un'importante pagina della storia calcistica terracinese, con un duplice successo che permette di mettere in bacheca per la prima volta la Coppa Italia e dopo un testa a testa durato tutto il campionato con l'UniPomezia, già battuta in finale, i tigrotti guadagnano la promozione in Serie D all'ultima giornata, vincendo in trasferta contro l'Atletico Pontinia. 

## Colori e simboli

### Colori
I colori sociali del club sono il bianco e il celeste, mutuati dal gonfalone del comune di Terracina, per questo i giocatori e i tifosi vengono chiamati biancocelesti

### Simboli ufficiali

#### Stemma
Lo stemma del Terracina più volte ridisegnato è uno scudo contenente al suo interno una tigre su uno sfondo a 2 strisce verticali, una bianca e una celeste. In virtù di ciò i giocatori vengono chiamati tigrotti, dall'animale che rappresenta la squadra.

#### Inno
L'inno ufficiale s'intitola Forza Forza Tigrotti. Viene messo quando la squadra gioca in casa, prima di ogni partita e dopo le partite in caso di risultati positivi

## Strutture

### Stadio
Il Terracina utilizza come impianto per le partite interne lo stadio Mario Colavolpe, intitolato alla memoria di un ex giocatore dei biancocelesti. È capace di contenere 7000 spettatori suddivisi: Tribuna coperta (appunto perché l'unica coperta), grandinata, curva e settore ospiti. Inoltre è dotato di una pista di atletica e di un terreno in erba naturale. Ha una struttura a pianta ellittica.
Il primo terreno di gioco della Di Biagio fu quello dell’ex Casa del Fascio, poi si spostò al campo sportivo della Riserva del Buon Governo, al di fuori della città. Ed infine si stabilizzò nell'attuale impianto.

### Centro di allenamento
Come sede per gli allenamenti la squadra utilizza lo stadio Mario Colavolpe, sede delle gare interne.

## Diffusione nella cultura di massa
Nell'estate del 2014 ha destato scalpore una notizia che ebbe del clamoroso e a cui fu dato ampio spazio dai media nazionali: il calciatore Adriano, ex Inter, Parma, Fiorentina e Roma, sembrava in procinto di accettare un'offerta della società laziale in Serie D. Tuttavia la notizia non ha avuto seguito, ragion per cui è da considerarsi una boutade.

## Allenatori e presidenti
| Allenatori - 1925-1989 ... - 1989-1991 Washington Parisio - 1994-1995 Andrea Chiappini - 1998-1999 Giancarlo Sibilia Mario Somma Camilli - 1999-2000 ... - 2000-2001 Mauro Pernarella Pierpaolo Lauretti - 2002-2003 ... - 2003-2004 Giuliano Borelli Di Franco Giuliano Borelli - 2004-2005 Stefano Rossi Elio Perri - 2005-2006 Pierpaolo Lauretti - 2006-2007 Oberdan Biagioni - 2007-2008 Bruno Bilotta - 2008-2009 Oberdan Biagioni - 2009-2010 Attilio Gregori - 2010-2011 Mauro Pernarella - 2011-2012 Ermanno Fraioli Emanuele Germano - 2012-2013 Alessandro Cucciari - 2013-2014 Guglielmo Bacci(1ª-8ª) Massimo Agovino (9ª-34ª e playoff) - 2014-2015 Fabio Celestini (1ª-9ª) Raffaele Sergio (10ª-16ª) Fabio Celestini (17ª-19ª) Emiliano Del Duca (20ª-21ª) Giuliano Farinelli (22ª-34ª) - 2015-2016 Fabio Di Sauro - 2016-2017 Sergio Milo - 2017-2018 Sergio Milo Ezio Castellucci - 2018-2019 Simone Reggio Vincenzo Marrone - 2019-2022 Fabio Gerli - 2022-2023 Carlo Pascucci (1ª-6ª) Mauro Pernarella (7ª-34ª) - 2023-2024 Mauro Pernarella - 2024-2025 Antonio Palo - 2025 Eduardo Imbimbo | Presidenti - 1925-2005 ... - 2005-2006 Stefano Trotta - 2010-2011 Pasquale Iezzi, Maria De Filippi - 2011-2012 Attilio Saturno - 2012-2013 Luca Meineri, Attilio Saturno - 2013-2015 Attilio Saturno, Jennifer Varroni (Amministratore Unico) - 2015-2016 Emiliano Perotti - 2016-2020 Luciano Iannotta - 2020-2022 Filippo Iannotta - 2022-2024 Donatello Baioni - 2024 Biagio Buonocore - 2024- Donatello Baioni |

## Palmarès

### Competizioni regionali
- Eccellenza: 2

1995-1996 (girone B), 2023-2024 (girone B)
- Coppa Italia Dilettanti Lazio: 1

2023-2024
- Promozione: 2

1975-1976 (girone B), 1979-1980 (girone B)
- Prima Divisione: 1

1950-1951 (girone B)
- Prima Categoria: 3

1959-1960 (girone D) , 1973-1974 (girone D), 1989-1990 (girone F)
- Seconda Categoria: 2

1967-1968 1970-1971
- Campionato italiano di terza divisione: 1

1933-1934 (girone C)

## Statistiche e record

### Partecipazione ai campionati
| Livello | Categoria                       | Partecipazioni | Debutto   | Ultima stagione | Totale |
| ------- | ------------------------------- | -------------- | --------- | --------------- | ------ |
| 4º      | Promozione                      | 1              | 1951-1952 | 1951-1952       | 10     |
| 4º      | IV Serie                        | 5              | 1952-1953 | 1956-1957       | 10     |
| 4º      | Interregionale                  | 1              | 1957-1958 | 1957-1958       | 10     |
| 4º      | Serie D                         | 3              | 1977-1978 | 2024-2025       | 10     |
| 5º      | Serie D                         | 7              | 1980-1981 | 2013-2014       | 15     |
| 5º      | Interregionale                  | 4              | 1981-1982 | 1991-1992       | 15     |
| 5º      | Campionato Nazionale Dilettanti | 4              | 1992-1993 | 1998-1999       | 15     |

## Tifoseria

### Gemellaggi e rivalità
Il tifo organizzato terracinese riconosce un saldo gemellaggio con la tifoseria del Formia. Ottimi rapporti anche con i gruppi organizzati di Isernia e Roccasecca. Tra le rivalità spiccano maggiormente quelle con Sora, Latina e Cassino